# José Raúl Delgado
José Raúl Delgado (25 agosto 1960) è un giocatore di baseball cubano.

## Palmarès

### Olimpiadi
- Oro a Barcellona 1992.